# Westkappelse Zeedijk

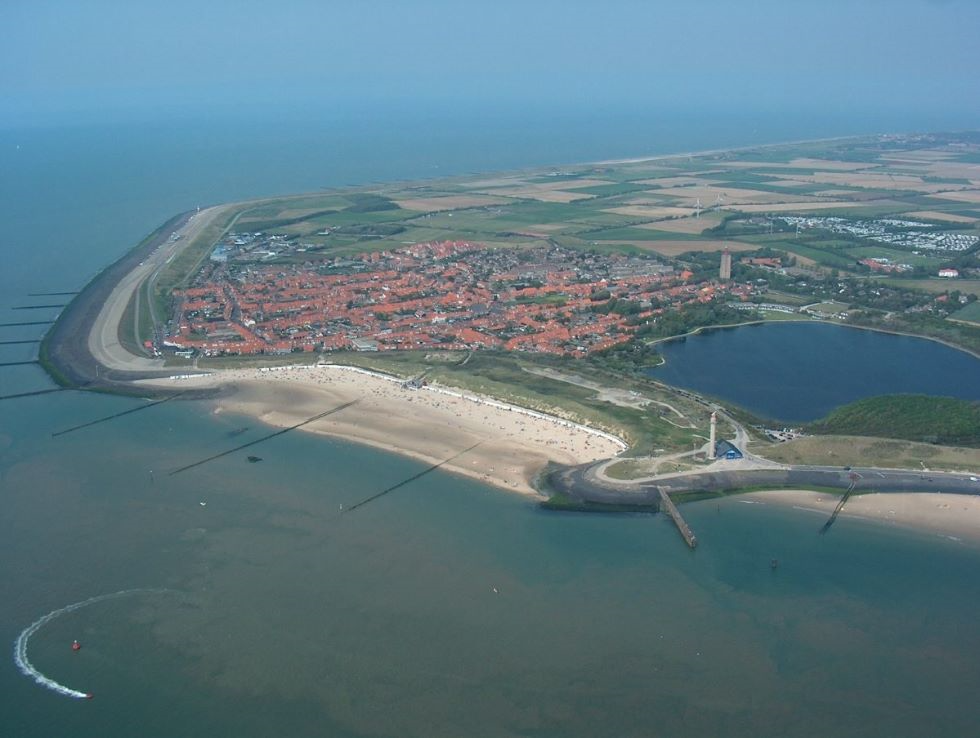
Westkapelle, met de dijk in 2018.

De Westkappelse Zeedijk is een vijf kilometer lange zeewering die het eiland Walcheren ter hoogte van de plaats Westkapelle tegen de zee beschermt. Over de dijk loopt de N287. Het kustverdedigingswerk is sinds 1988 op deltahoogte.
Een eerste dijk is ter plaatse aangelegd nadat in de vijftiende eeuw de Westkaap, een duingebied, door de zee was weggeslagen. Sinds die tijd is deze zwakke plek in de duinen aan de kust altijd bedijkt geweest. Bij Westkapelle heeft de dijk aan de landzijde het aanzien van een 'groene' dijk; aan de zeezijde is de constructie echter afgedekt met een laag asfalt. In de richting van Domburg heeft de dijk het aanzien van een kunstmatige duinen met een kruinhoogte van elf tot twintig meter. Het oppervlak van de waterkering bestaat verder vooral uit blokken basaltsteen die door hun gewicht, hardheid en speciale vorm de kracht van de zee goed kunnen weerstaan. Dit materiaal is bij de aanleg van de Zuiderzeewerken en de Deltawerken veel gebruikt.

## Geschiedenis

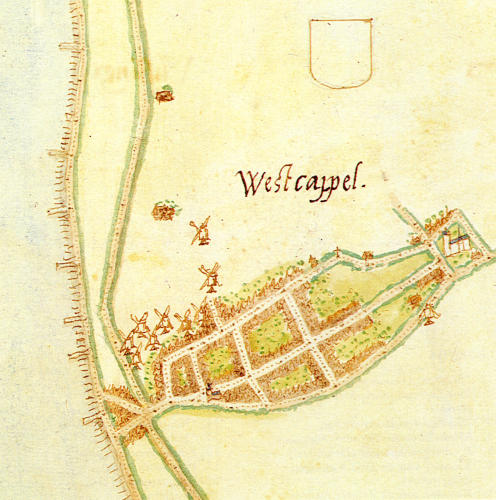
Westkapelle, Jacob van Deventer, 1558. Duidelijk is de inlaagdijk, die de oude markt doorsnijdt.

Al vanaf het eind van de 14e eeuw, begonnen de duinen langzaam weg te schuren. Vooral na het overspoelen van het eiland Schoneveld in de mond van de Westerschelde in 1375, ging het snel. Na de Sint-Elisabethsvloeden van 1404, 1421 en 1424 drongen de bestuurders van Westkapelle dan ook herhaaldelijk aan op herstelmiddelen voor "een cleen dijckxken", waarna afgevaardigden uit Middelburg (Waarschijnlijk leden van de Staten van Walcheren) kwamen om de schade op te nemen. In deze periode is men dan ook begonnen met de aanleg van de Westkappelse Zeedijk. Omstreeks 1460 is men ook begonnen met de aanleg van paalhoofden op de dijk. Vanaf 1483 was er ook sprake van een inlaagdijk die gedeeltelijk achter de dijk en achter de nog bestaande duinen lag. Na grote schade door een dijkdoorbraak in 1509 door de Cosmas- en Damianusvloed, schade door de Sint-Felixvloed van 1530, en de Allerheiligenvloed van 1532, werden de dijkwerkzaamheden serieuzer opgepakt. Zo kwam er in 1539 een lid van de keizerlijke raad om zich te informeren en op 14 juli 1540 bezocht keizer Karel V hoogstpersoonlijk Westkapelle om de aanleg van het eerste staketwerk aan de dijk bij te wonen. Vervolgens kwam er in 1540 en 1541 wekelijks een stadsschepen van Middelburg naar Westkapelle om de vordering van de dijkwerkzaamheden te controleren. De dijklengte bedroeg toen al ruim twee kilometer. Toch moest er na een storm in 1559 weer schade gerepareerd worden en werd na de Allerheiligenvloed van 1570 de dijk naar het zuiden verlengd.

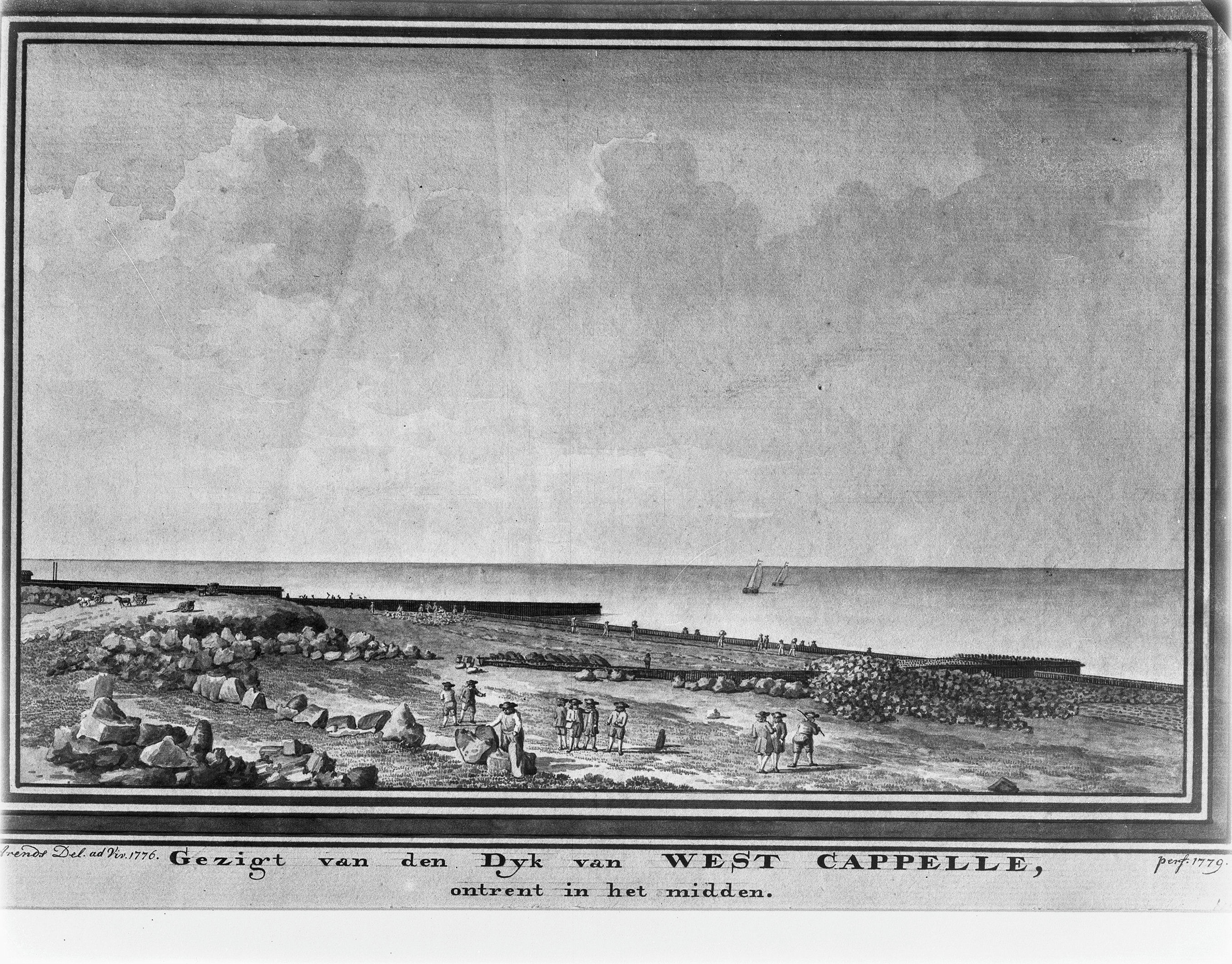
De dijk in 1774 (door J. Arends)

 Na de stormen van 1631 en 1642 werden de buitendijk en de inlaagdijk samengevoegd tot één grote dijk. Zo ontstond een flauwe helling, waar minder snel schade aan ontstond. De stormvloed van 1682 zorgde echter weer voor een dijkdoorbraak, dit keer aan de zuidkant van de dijk met veel schade, 5 volle getijden zeewater stroomde door een 75 meter breed gat het land binnen. Het zou de laatste keer zijn dat de dijk door natuurgeweld zou doorbreken. Na de paalwormepidemie van 1730 werd het houten staketwerk vervangen door een steenglooiing. Op een kaart van J. Massol uit 1760, is te zien dat de dijk destijds al uitgegroeid was tot een lengte van 2600 meter, met 27 paalhoofden. In 1773 werd er door de ambachtsheer van Westkapelle nog een stenen korenmolen op de dijk gebouwd.
De dijk was in de Franse tijd sterk verwaarloosd. Na nieuwe werken was de dijk uitgegroeid tot een lengte van 3200 meter. Vanaf de tweede helft van de 19e eeuw werd de dijk versterkt met Doornikse en Vilvoordse stenen, en later ook met basalt In 1863 kwam het nog tot veel schade aan de dijk; over een lengte van 400 meter was de steenglooiing nagenoeg geheel weggeslagen. Bij het herstelwerk werd ook een spoorlijn aangelegd, hiermee kon goedkoper de benodigde grond naar de dijk worden vervoerd. In 1870 had de dijk dan ook al een lengte van 3800 meter. In 1875 werd er op de noordwest punt van de dijk een extra vuurtoren gebouwd; het Noorderhoofd, als aanvulling op de al bestaande vuurtoren Westkapelle Hoog.

### Tweede Wereldoorlog

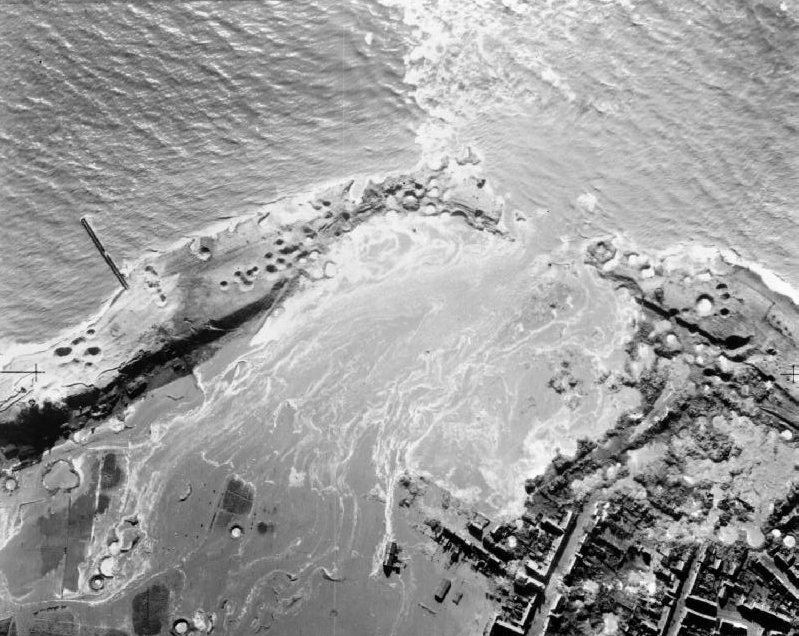
Westkapelle, kort na het bombardement.

Tijdens de Duitse bezetting van Nederland in de Tweede Wereldoorlog werd de Westkappelse Zeedijk om zijn strategische ligging omgebouwd tot volwaardig deel van de Atlantikwall en dus van Festung Walcheren; vele bunkers, mijnenvelden, tankvallen en kustbatterijen werden aangelegd.
Op 3 oktober 1944 werd de zeedijk aan de zuidkant van het dorp door Britse bommenwerpers verwoest (deze gebeurtenis heet in Westkapelle nog altijd simpelweg 't Bombardement), met de bedoeling Walcheren onder water te zetten om zo het eiland makkelijker van de Duitse bezetter te kunnen bevrijden. De zuidkust van de Westerschelde was al in geallieerde handen en een bevrijd Walcheren (en Zuid-Beveland) zou een vrije doorgang over de Westerschelde naar de vrij onbeschadigd veroverde Antwerpse haven creëren. Op 3 oktober, in de middag, verschenen er 243 Lancster bommenwerpers van de R.A.F. boven Westkapelle. Van 1 uur tot half vijf, vielen er honderden 6 tons bommen naar beneden. Het westelijke deel van het dorp was verwoest, de dijk was over 130 meter doorbroken en de Noordzee had vrij spel. Behalve de dijkmolen, werd ook molen De Roos verwoest. In totaal kwamen er bij dit bombardement 152 inwoners van Westkapelle om het leven. Het dijkgat, en de verwoesting van Westkapelle werd later nog vergroot door extra bombardementen op 17 en 29 oktober.

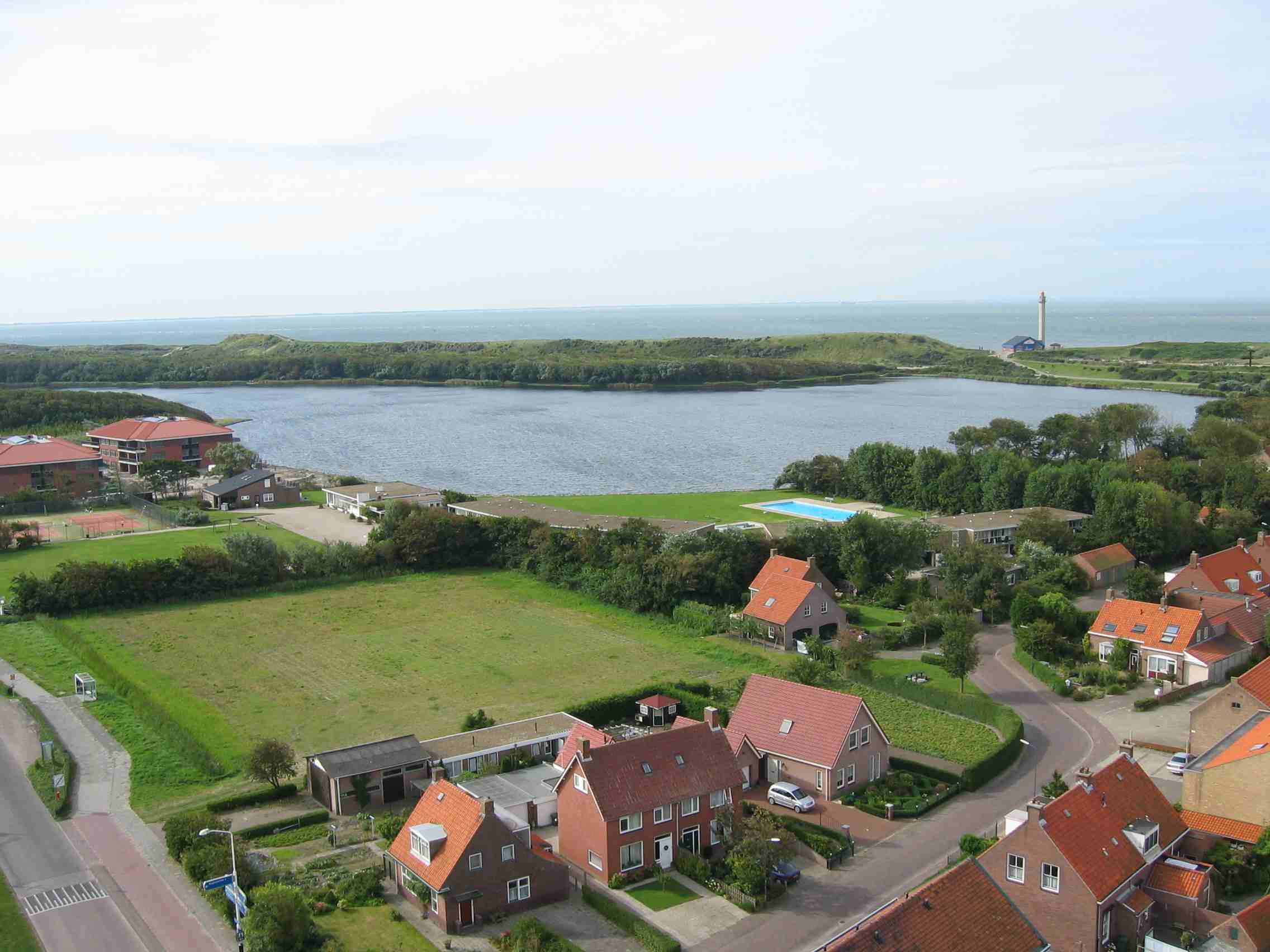
Westkappelse Kreek als gezien vanaf de toren. Rechtsbovenin de nieuwe dijk.

Het dijkgat had zich door het telkens met het tij meestromende zeewater nog verder vergroot. Zo waren er twee diepe geulen ontstaan. Vanaf eind mei 1945 werd met een HAM 203 grondzuiger in anderhalve maand de noordelijke geul dichtspuitengespoten. De zuidelijke geul was lastiger, met een steenaanvoer van 3000 ton per week en na drie pontons in het gat te laten zinken lukte het uiteindelijk. Op 12 oktober 1945, meer dan een jaar na het bombardement, was het gehele gat gedicht. Met zand, klei en steen werd vervolgens een nieuwe dijk afgeleverd, ook werden er vier 'Phoenix' caissons voor de dijk geplaatst. nog altijd zichtbare overblijfselen van het bombardement en de daar op volgende inundatie zijn badstrand 't Gat en de Westkappelse Kreek.

### 1953
Door de herstelwerkzaamheden na de oorlog hield de vernieuwde dijk het in 1953 vol bij de watersnood. Toch werd deze zwaar beschadigd. Ook kwam het tot de hoogste waterstand sinds het begin van de metingen in 1862; 4.35 meter boven NAP. Door de watersnood en de daaropvolgende Deltawet moest de dijk wederom offers van Westkapelle vragen. Van 1986 tot 1988 werd de dijk op deltahoogte gebracht. 29 huizen moesten hiervoor worden afgebroken om de dijk tot een hoogte van 12 meter, een breedte van 130-160 meter en een lengte van 4 kilometer te brengen. De dijk ligt na deze werken ongeveer 300 meter landinwaards vergeleken met de oorspronkelijke duinenrij.

## De Westkappelse dijkwerkers
In de tijd dat Westkapelle nog door een duinenrij beschermd werd, was de bevolking werkzaam als vissers. Door het verliezen van deze duinenrij, en daarmee de natuurlijke haven (het strand), in de loop van de 15e en 16e eeuw, was de bevolking genoodzaakt ander werk te vinden. De nieuwe dijk vergde zoveel onderhoud dat vanaf 1517 al, velen bijklusten als timmerlieden of rijswerkers aan de dijk. Het is onduidelijk waarom de Polder Walcheren enkel Westkappelse dijkwerkers inschakelde, het zorgde er in ieder geval voor dat, in de loop van tijd, er een soort middeleeuws gilde ontstond. De Westkappelse dijkwerkers beschermden hun beroep tegen concurrentie en wisten allerlei rechten en voorzieningen te verwerven. Deze opstelling bezorgde het polderbestuur vaak met problemen. In 1846 formuleerde de Centrale Directie het als volgt:
Het is eene kaste van menschen, in hun denkwijze en handelingen geheel afgescheiden van de overige bevolking des eilands. Zij leven en trouwen onder elkanderen, en vermengen zich zelden met anderen, en hebben het oude eigendommelijke behouden van hun voorgeslacht, zij zijn in eene zeer hooge mate aan hun geboortegrond verknocht, zij willen hun geslacht onvervreemd houden, hun bestaan in het bedrijf vinden waarin zij zijn opgevoed, dit aan hunne kinderen nalaten en liever zich de grootste ontberingen getroosten, dan elders hun brood zoeken.

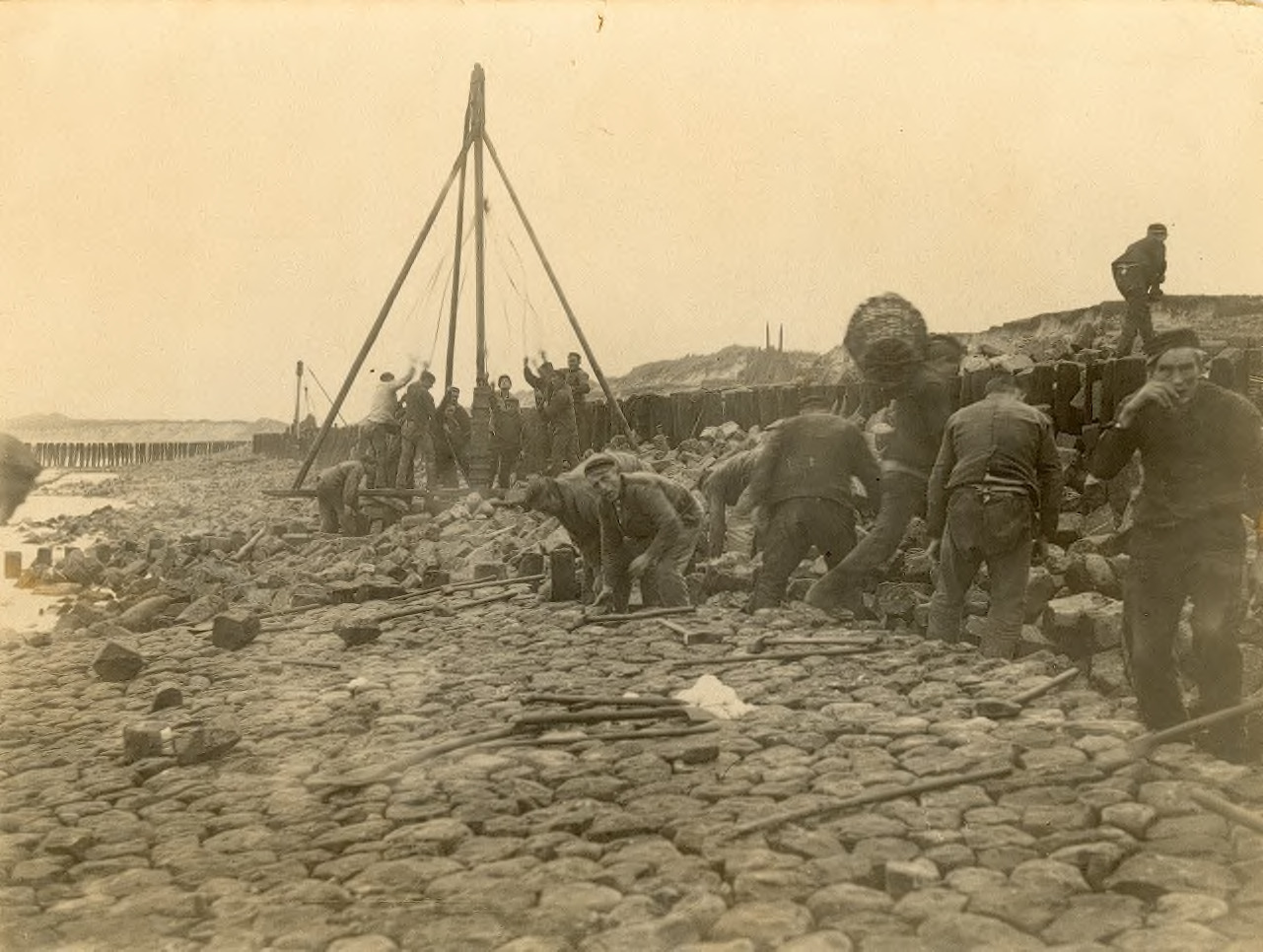
Westkappelse dijkwerkers aan het heien, omstreeks 1900.

In 1815 verdiende meer dan driekwart van de werkende mannen, de kost met het onderhoud van de inmiddels 3200 meter lange dijk. Van het totale aantal inwoners van Westkapelle, 1116, waren er 330 werkzaam aan de dijk.
Men was daarom voor een inkomen afhankelijk van stormschade. In de 19e eeuw en zeker vanaf 1840 was het dijkwerk echter flink afgenomen, de oude glooiing was vervangen voor een veel minder onderhoudsintensieve stenen glooiing. Tegelijkertijd groeide de bevolking van Westkapelle harder dan het Zeeuwse gemiddelde. In jaren zonder zware stormen werd er in Westkapelle dan ook veel armoede geleden.
De dijkwerkers hadden zich verdeeld in zogenoemde 'benden'. De tien benden waren verdeeld in drie disciplines: timmerlieden, rijswerkers en een elfde bende, waarin mannen van een eigenlijk ander beroep waren opgenomen als losse arbeiders of daggelders. Elke discipline had een andere herberg waar het loon in ontvangst genomen werd. Elke bende had een gekozen baas en een boekhouder. De bendebazen onderhandelden met het polderbestuur over loon en werkomstandigheden. Elke jongeling die intrad als dijkwerker, werd een bende aangewezen, en moest de rest van zijn loopbaan in deze bende blijven. Niemand werd toegelaten die niet in rechte lijn van een andere dijkwerker afstamde. Zo bleef Westkapelle eeuwen lang een zeer gesloten gemeenschap. Benden hadden een eigen verzekering, ieder kreeg hetzelfde loon en bendeleden hielden zich afzijdig van kerkelijke en staatkundige geschillen. Enkel en alleen in geval van uiterste nood, bij dreiging van een dijkdoorbraak, konden anderen aan de dijk werken, en dan alleen als daggelders.
Vooral in de winter van 1845/'46 was de armoede ernstig. Door heel Nederland was er hongersnood en armoede door het mislukken van de aardappeloogst. Ook in Westkapelle was dit het geval. Op 25 april 1846 eisten de dijkwerkers van de Centrale Directie loonsverhoging 'ter stilling van de honger'. De leden van het polderbestuur dachten dat ze de onrust persoonlijk konden bedwingen en reisden af naar het Polderhuis in Westkapelle. In het Polderhuis werd het polderbestuur echter omsingeld door een menigte van 300 dijkwerkers die het bestuur niet wilde laten vertrekken voordat aan hun eisen was voldaan. Ook eisten de dijkwerkers dat niemand van hun verplicht zou worden buiten het eiland te moeten werken, dat hun zonen in de ploegen werden opgenomen en dat zij zelf de ploegbazen mochten benoemen. Na een dag opgesloten te zijn geweest in het Polderhuis gaf het polderbestuur toe aan de eisen. Dit voorval stond niet op zichzelf, in de jaren 1845 en 1846 braken er meer onlusten uit onder de Zeeuwse bevolking. Ondanks de spijtbetuigingen van het polderbestuur bleef het onrustig in Westkapelle. In november 1846 werd een detachement marechausees in Westkapelle gestationeerd om er de rust te bewaren. deze zouden er tot de tweede wereldoorlog blijven.
In 1854, onder de Commies Messer kwam het echter weer tot een conflict, over het uit te keren loon voor het kramwerk. En in 1864 weer, toen over het toelaten van zonen van dijkwerkers. In 1871 stopte Messer als commies, maar spanningen bleven er. In 1902 kwam het ook tot een incident tussen de dijkwerkers en het polderbestuur. Van hogeraf was bepaald dat de bejaarde dijkwerkers ontslagen moesten worden. Er werd hierop door de dijkwerkers gestaakt en de aversie tegen het plan was zo groot en de gemoederen liepen zo hoog op dat de ramen van het polderhuis van Commies Bolier werden ingegooid en beschoten met een jachtgeweer. De dader was bij iedereen behalve de autoriteiten bekend. Naar aanleiding van dit incident werd er een detachement marechausees in Westkapelle gestationeerd. Bij de bouw van het Zuiderhoofd in 1906 kwam het weer tot een staking. Het polderbestuur gaf niet toe aan het vermeende alleenrecht van de Westkappelse benden om aan de dijk te werken. Na enige tijd moesten de dijkwerkers de staking opgeven. Dit brak de macht van de 'benden'; de oproerkraaiers mochten niet meer aan de dijk werken, de overige dijkwerkers moesten allen een nadelige arbeidsovereenkomst tekenen en arbeiders van andere dorpen moest toegelaten worden tot het dijkwerk.
Vanaf het eind van de 19e eeuw nam het aantal dijkwerkers af. Velen vonden werk bij scheepswerf De Schelde in Vlissingen. Na de tweede wereldoorlog was de bemoeienis van de Westkappelse dijkwerkers met 'hun' dijk voorgoed veranderd. Door nieuwe bekledingsmaterialen was hun kunde niet meer nodig en werd bijna alles machinaal gedaan. Bij de laatste dijkverzwaringen van 1986-1988, keken de nog overgebleven, inmiddels bejaarde, dijkwerkers toe hoe zandzuigers, bulldozers en vrachtwagens de dijk versterkten.

## Trivia
- In 2008 is de Canon van Zeeland opgesteld, hierin beslaat de Westkappelse Zeedijk venster 16.
- Bij de dijkverzwaring van 1986-1988 werd gebruikgemaakt van een speciaal ontworpen asfaltspreidmachine. Deze kon een laag asfalt met een dikte van 30 centimeter aanleggen. Hiervoor werd ter plaatse een asfaltfabriek gebouwd.[42]
- Enkele citaten over de dijk door de jaren heen:
  - In 1753 schrijft uitgever Isaak Tirion in zijn Tegenwoordige Staat der Vereenigde Nederlanden:[50] Van daar komt men aan den Westkapelschen Dyk, een der beroemdsten, die in de weereld bekend zyn; leggende vlak op den aanval der Baaren van de Noordzee. Deeze Dyk was voorheen mede een steile Dyk, met veel Paalhoofden voorzien en gansch vol staketten of kort paalwerk, wel tien ryen boven malkanderen;
  - In 1774 schrijft Leids theologiestudent F.C. Hoogvliet in zijn Zeeuwsch Reisje:[51] Naa den middag begaven we ons op de vermaarden dijk onder den naam van 'Westcapelschen' alom bekend, zijnde van eene zeer breede hoogte en verwonderingbaarende sterkte tegen het woeden der Noordzee aan de Zeeuwsche kusten.
  - In 1849 schrijft letterkundige A.J. van der Aa in zijn Aardrijkskundig Woordenboek der Nederlanden over de Westkappelse Dijk:[52]Deze dijk eene der beroemdste zeeweringen in hare soort, welke men, niet slechts in de Nederlanden, maar ook elders aantreft,